# Detlev Reusch
Detlev Reusch (* um 1645; † 11. September 1711 in Rendsburg) war ein königlich dänischer Oberst und zuletzt Chef des Ribestift National Infanterie-Regiments.

## Leben
Er war bereits 1660 Gemeiner in der Dragoner-Kompanie des Hauptmanns Klüver in Holstein. Im Januar 1677 war er Hauptmann der 1. Fußkompanie. Am 15. April 1678 lag er in Delmenhorst und beklagte, dass er nur 8 Mann in seiner Kompanie hätte. Er wurde Hauptmann im Oldenburger Infanterie-Regiment des Oberst Lütkens und empfahl die Neugeworbenen nach Delmenhorst zu bringen, da diese dort schlechter desertieren konnten. Am 10. September 1689 stieg er zum Major im Oldenburger Regiment auf. Mit dem Bataillon Oldenburg kam er in englischen Sold und ging im Herbst 1689 nach Irland um in der Glorious Revolution zu kämpfen. Das Bataillon wurde 1690 wieder aufgelöst und Reusch kam in das Leibregiment der Königin, das ebenfalls in Irland stand. Das Korps kam 1692 im Rahmen des Pfälzischen Erbfolgekriegs nach Flandern. So wurde er am 14. Oktober 1692 in Flandern Oberstleutnant. Er kämpfte in der Schlacht bei Steenkerke, wurde verwundet und geriet in Gefangenschaft.
Am 4. Oktober 1701 wurde er Oberst und Chef des Ostseeländischen National Infanterie-Regiment. Am 11. Dezember 1706 übernahm er in Ungarn das 4. Dänische Infanterie-Regiment als Nachfolger des verstorbenen Oberst von Eyndten. Er führte das Regiment 1709 nach Dänemark zurück. Am 20. April 1711 wurde er Chef des Riebstift National Infanterie-Regiments. Er starb bereits am 11. September 1711 in Rendsburg, wie der dortige Kommandant Oberst Schnitter am 22. September 1711 vermeldete.

## Familie
Er war mit Cecilia Elisabeth Burmann verheiratet. Diese erhielt am 4. Mai 1716 eine Pension für sich und ihre acht Kinder, darunter:
- Maria Amalie Magarethe (* 1685; † 4. Juni 1759) ⚭ Johann Gottfried von Schepeler (* 1679; † 19. April 1759) Dänischer Generalmajor, Kommandant von Bornholm